# لأنني فتاة (حملة)
لأنني فتاة عبارة عن حملة دولية قامت بها منظمة المساعدات Plan. وتهدف الحملة إلى التعامل مع مشكلة التمييز بين الجنسين في مختلف أرجاء العالم. والهدف من الحملة هو الترويج لحقوق البنات وإخراج الملايين من الفتيات من دائرة الفقر في مختلف أرجاء العالم. وهي عبارة عن جزء من أعمال التنمية الدولية الأوسع نطاقًا للمنظمة. وتركز الحملة على عدم المساواة التي تعاني منها الفتيات في الدول النامية، وتعزز المشروعات المتعلقة بتحسين الفرص للفتيات فيما يتعلق بالتعليم والرعاية الصحية والتخطيط الأسري والحقوق القانونية وغير ذلك من المجالات.

## أهداف الحملة
تقول منظمة Plan International إن الحملة لها أهداف متعددة حاليًا، والتي كانت تشتمل في عام 2012 على ما يلي:
- وضع تعليم الفتيات على اعتبار أنه أولوية من خلال القادة العالميين
- وضع إكمال الفتيات للتعليم الثانوي عالي المستوى كإجراء يحوز على أكبر قدر من التركيز من خلال الإجراءات الدولية
- زيادة تمويل تعليم الفتيات
- وضع حد لزواج الأطفال
- وضع حد للعنف القائم على الجنس في المدارس وحولها
- مشاركة الفتيات والأطفال في عملية اتخاذ القرارات وتحفيز أولئك الذين يمتلكون القوة لاتخاذ إجراء

استهدفت منظمة Plan أربعة ملايين فتاة من خلال البرامج والمشروعات المباشرة، كما أنها تستهدف الوصول إلى 40 مليون فتاة وطفل بشكل غير مباشر من خلال البرامج المعتمدة على الجنس. وتمتلك Plan هدفًا أكبر للتأثير بشكل إيجابي على 400 مليون فتاة من خلال الضغط لتحقيق تغييرات في السياسات الحكومية.

## الأصول
لقد بدأت الحملة بعد فترة قصيرة من نشر منظمة Plan International لتقريرها السنوي الأول حول حالة الفتيات في العالم في مايو 2007، والذي يحمل اسم «لأنني فتاة». والتقرير، الذي لاقى قبولاً كبيرًا على النطاق العالمي، والذي كتبه بشكل رئيسي نيكي فان دير غاغ، قام بتجميع وتحليل التحليلات في نطاق التمييز ضد الفتيات في مختلف أرجاء العالم في العالم النامي على وجه الخصوص. وقد تم التعرض لموضوعات مثل العنف ضد الفتيات والزواج القسري للأطفال والفقر المستوطن والعديد من الموضوعات الأخرى. وقد قامت منظمة Plan International بتطوير حملة «لأنني فتاة» على أنها مبادرة مستمرة لتشغيل المشروعات التي تهدف إلى علاج التحديات التي تواجهها الفتيات.

## التقارير السنوية
كل عام، يتم إصدار تقرير لأنني فتاة من خلال منظمة Plan كتحديث لحالة الفتيات في مختلف أرجاء العالم. ويتم إنتاج هذا التقرير بشكل سنوي منذ عام 2007. وقد قام الباحثون الذين أعدوا هذا التقرير بزيارات للفتيات في مختلف أرجاء العالم، كما قاموا بتلخيص النتائج التي توصلوا إليها في هذا التقرير.
التقارير التي تم إصدارها منذ عام 2007:
- 2007: حالة الفتيات على مستوى العالم
- 2008: في ظلال الحرب
- 2009: الفتيات في الاقتصاد العالمي: تجميع كل الأمور معًا
- 2010: الحدود الرقمية والحضرية
- 2011: لأنني فتاة: فماذا عن الفتيان؟

## النشاط الدولي
قامت منظمة Plan International بزيادة الوعي بحملتها من خلال التسويق الإبداعي، بما في ذلك حملة ضخمة بالملصقات في محطات الحافلات. وقد بدأت منظمة Plan International اليوم الدولي للفتاة، والذي تبنته الجمعية العامة للأمم المتحدة كيوم احتفال سنوي. واليوم الدولي الافتتاحي للفتاة كان يوم الحادي عشر من أكتوبر، عام 2012.

### كندا
قدمت حملة لأنني فتاة التي وضعتها منظمة Plan Canada التماسًا إلى الحكومة الكندية لتحديد يوم قومي للفتاة. وقد تم إعداد هذا الالتماس من أجل الضغط من خلال الأمم المتحدة لتحديد يوم عالمي للفتاة، يتم الاحتفال به مبدئيًا في الثاني والعشرين من شهر سبتمبر. والهدف المحدد كان يتمثل في جذب الاهتمام والوعي الدوليين حول موضوع عدم المساواة بين الجنسين والسماح للفتيات بالحصول على حقوقهن. وقد تبنت كندا قرارًا في الجمعية العامة للأمم المتحدة للاحتفال بـ اليوم الدولي للفتاة يوم الحادي عشر من أكتوبر، وهو قرار صوتت الأمم المتحدة على تبنيه.

### المملكة المتحدة
في الحملة التي تمت في عام 2009، تبرعت سيدات شهيرات بصور طفولاتهن، وتحدثن عن النساء اللواتي حفزتهن، كما عبرن عن آرائهن حول حقوق الإنسان.